# Tactical Armored Vehicle Patrol
Tactical Armored Vehicle Patrol (TAVP) – wielozadaniowy transporter opancerzony typu MRAP opracowany przez firmę Textron Systems dla kanadyjskiej armii.
TAVP został opracowany w oparciu o pojazd M1117 Armored Security Vehicle jako następca dotąd używanych w kanadyjskiej armii pojazdów RG-31 Nyala. Jest to pojazd dostosowany do zapewnienia ochrony przewożonych żołnierzy przed wybuchem min oraz IED o masie do 10 kg. Ponadto zastosowano kompozytowy pancerz, który zapewnia ochronę przed pociskami kal. 12,7 mm.
Uzbrojenie pojazdu TAVP jest umieszczone w wieżyczce bezzałogowej M151 PROTECTOR. Głównym uzbrojeniem jest granatnik kal. 40 mm lub karabin maszynowy kal. 12,7 mm. Dodatkowo montowany jest karabin maszynowy kal. 7,62 mm.
Układ napędowy pojazdu składa się z silnika wysokoprężnego z turbodoładowaniem Cummins QSL o mocy 370 KM oraz automatycznej skrzyni biegów Allison MD3560 z sześcioma biegami w przód i jednym do tyłu.
W roku 2012 kanadyjski rząd zamówił 500 pojazdów tego typu (w dwóch wariantach: rozpoznania i podstawowy), które mają być dostarczone w latach 2014–2016.